# Miguel Ángel Campodónico

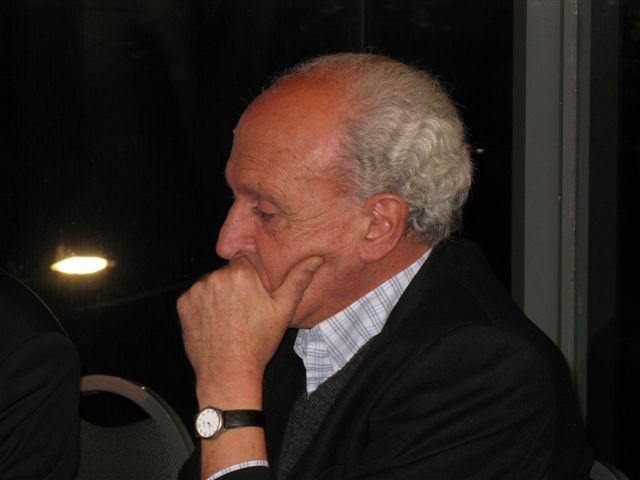
Miguel Ángel Campodónico (2009)

Miguel Ángel Campodónico (* 1937 in Montevideo, Uruguay; † 25. Juli 2022) war ein uruguayischer Journalist und Schriftsteller.
Campodónico trat sowohl als Autor von Sachbüchern als auch als Romanschriftsteller in Erscheinung. Zudem verfasste er mehrere Bücher über Personen des politischen Spektrums Uruguays. So erschien 1999 sein Buch über den späteren uruguayischen Präsidenten José Mujica, als dieser für die Frente Amplio in den Senat gewählt wurde. Mit Antes del Silencio thematisierte er Juan María Bordaberry und Las vidas de Rosencof befasste sich mit dem Politiker Rosencof.

## Auszeichnungen
Seitens der B’nai B’rith erhielt er 1986 den Premio Fraternidad, ein Jahr später und erneut 1990 wurde er mit dem Premio Municipal ausgezeichnet. Im Jahr 2001 bedachte ihn die Cámara Uruguaya del Libro mit dem Bronzenen Buch (Libro de Bronce).

## Veröffentlichungen
- 1974: Blanco, inevitable rincón, Geschichten
- 1980: Donde llegue el Río Pardo, Roman
- 1986: Descubrimiento del cielo, Roman
- 1988: La piscina alfombrada
- 1989: Instrucciones para vivir
- 1991: Homme san mots - Hombre sin palabras, Roman
- 1993: La rebelión de los sordos, Roman
- 1995 und 1996: Uruguayos por su nombre
- 1996: Invención del pasado, Roman
- 1998: Sin límites (Leben Villanueva Saravias)
- 1999: Mujica
- 2000: Las vidas de Rosencof
- 2002: El éxito de la desmesura (Leben des Julio César Sánchez Padilla)
- 2003: Nuevo Diccionario de la Cultura Uruguaya, Librería Linardi y Risso
- 2006: Entre humanos y otros animales
- 2007: Palabra de robles, Linardi y Risso